# Transzmissziós elektronmikroszkóp

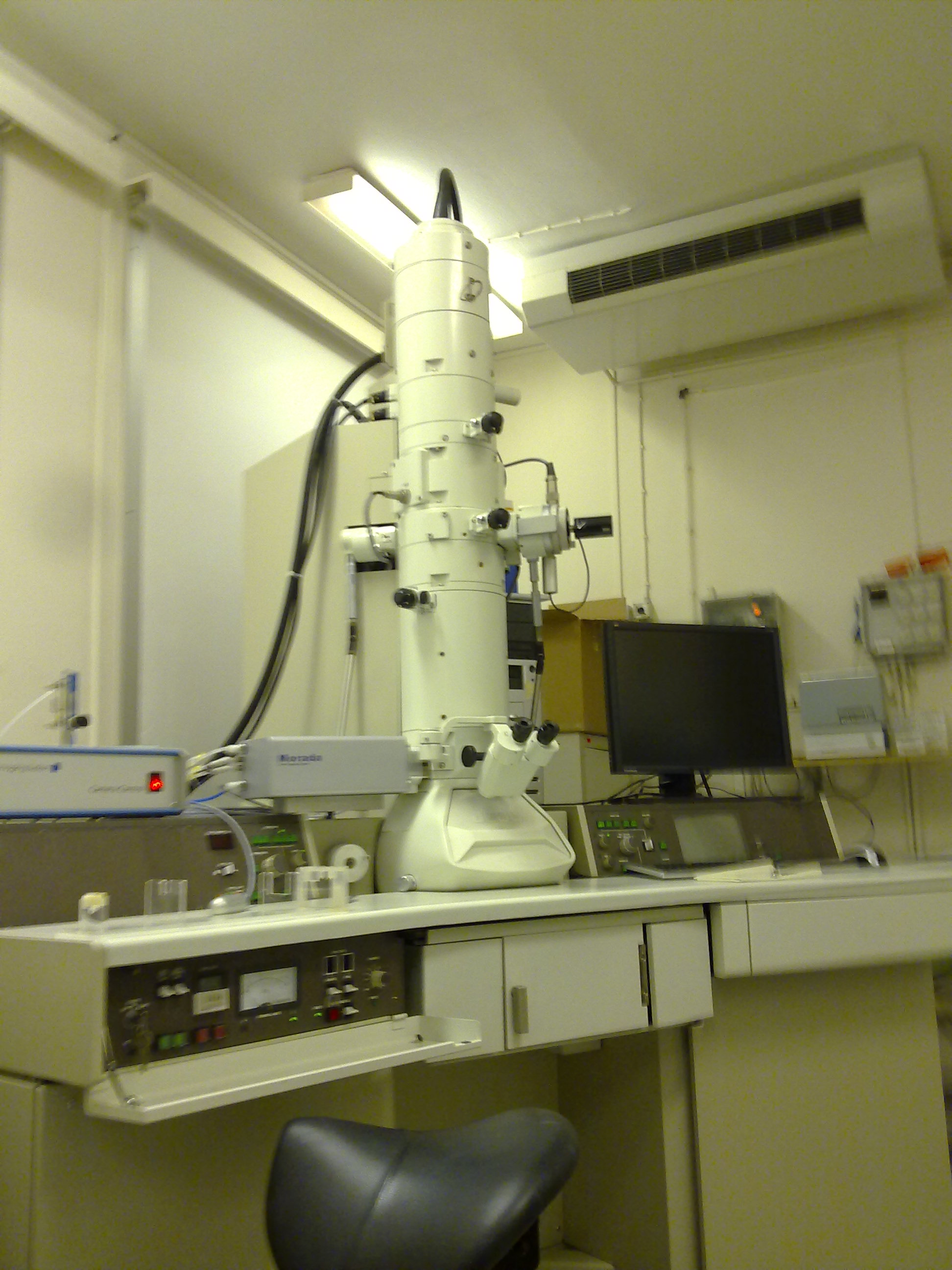

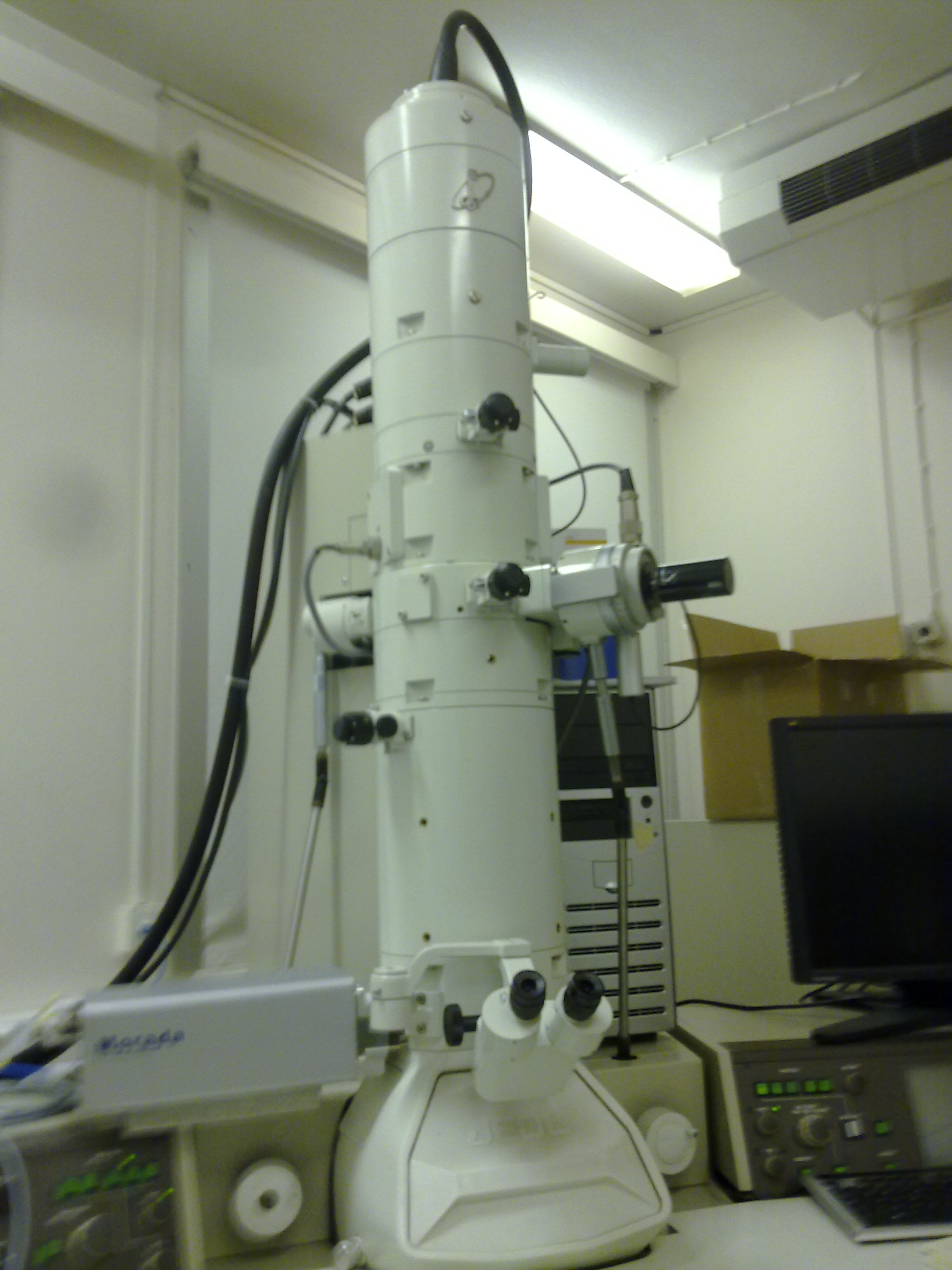
Egy JEOL JEM2100 típusú modern elektronmikroszkópról készült képek

A transzmissziós elektronmikroszkóp vagy TEM az elektronmikroszkópok egyik fajtája. Az elektronmikroszkóp pedig a mikroszkópok olyan speciális formája, amely elektron sugárnyalábot használ a megfigyelendő tárgy felnagyítására. Míg a reflexiós (sugárvisszaverő) elektronmikroszkóp (REM) a megfigyelendő tárgyról visszavert és megfelelően módosított sugarat használja a tárgy tanulmányozására, a TEM a tárgyon áthaladt sugarat érzékeli. Míg a REM esetében a minta vastagsága nem lényeges, a TEM esetében ezt egy ultravékony lemez alakjában kell szolgáltatni. A minta felnagyított képét optikailag közvetlenül megfigyelni nemcsak binokuláris mikroszkóppal lehet, egy fluoreszkáló ernyőn, monitoron, hanem le is lehet fényképezni, vagy elektronikusan is meg lehet örökíteni egy ún. CCD (charge-coupled device vagy töltés-csatolt eszköz) segítségével.
A gyakorlatban használt első TEM-et Albert Prebus és James Hillier állította elő 1938-ban Kanadában, a Torontói Egyetemen, a Max Knoll és Ernst Ruska által előzetesen kifejlesztett alapelveket követve.

## Az elektronmikroszkóp felbontóképessége

Egy alapfelszerelésű transzmissziós elektronmikroszkóp optikájának sémája. A vákuumrendszer és a magasfeszültségű tápegység sincs feltüntetve.

A mikroszkópok felbontóképessége az Abbe törvény szerint döntően függ az alkalmazott fény hullámhosszától. A látható fény hullámhossza (400-800 nm) határt szab a felbontóképesség javításának. Ha azonban másfajta sugárzással tudunk képet alkotni, amelynek hullámhossza lényegesen kisebb a látható fényénél, a felbontás és így a mikroszkóp nagyítása növelhető. Ezt a sugarat találták meg az elektronsugárban, amely nemcsak elektronokból álló sugárként, hanem hullámként is viselkedik. A sugár hullámhossza (az általában alkalmazott gyorsítófeszültség mellett) körülbelül öt nagyságrenddel kisebb, mint a látható fényé, és a sugár elektromágneses „lencsékkel” fókuszolható. Ezekből a lencsékből a harmincas évek elején a fénymikroszkóp mintájára sikerült olyan optikai rendszert összeállítani, amellyel a fénymikroszkópét messze meghaladó felbontást értek el. Míg a fénymikroszkóp felbontóképességének határa 0,2  μm, a modern elektronmikroszkópoké 0,1 és 0,2 nm között van, tehát több mint ezerszer nagyobb.

## Az elektronmikroszkóp szerkezete és működése

### Alkotórészek
- Vákuumszivattyú
- Folyékony nitrogénes hűtőberendezés (tárgynál: kontaminációgátlás; diffúziós vákuumszivattyúnál: a visszadiffundáló anyagrészecskék kifagyasztása)
- Elektronsugár gerjesztő, fókuszáló és gyorsító berendezés
- Elektronoptikai torony (elektrosztatikus és elektromágneses lencsékkel és diafragmával)
- Mintaajtó
- Elektrondetektor
- Egyéb alkalmazást tágító alkatrészek

### A működés leírása
Mind a fény-, mind pedig az elektronmikroszkópban a sugarat kondenzorlencsék fókuszálják a vizsgálandó tárgyra, amelyekről az áthaladó sugarak a több lencséből álló optikai rendszerben erősen nagyított képet hoznak létre. A konstrukciós elv hasonlósága ellenére az elektronmikroszkóp, igazodva az elektronsugár tulajdonságaihoz, sok tekintetben különbözik a fénymikroszkóptól. Az első lényeges különbség, hogy mivel az elektronok terjedéséhez légüres térre van szükség, az elektronmikroszkóp belsejében nagy vákuumot kell létesíteni. Az elektronforrást V-alakban hajlított volfrám izzószál vagy lantánhexaborid kristály képezi, amelyből felfűtve elektronok lépnek ki. Ezekből úgy keletkezik sugár, hogy egy volfrám izzószál vagy lantánhexaborid kristály katód és egy tőle bizonyos távolságban elhelyezett anód között nagy, 80-120 kV ún. gyorsítófeszültséget létesítünk, amely az elektronokat felgyorsítja és az anód felé irányítja. Ez az elektronágyú.

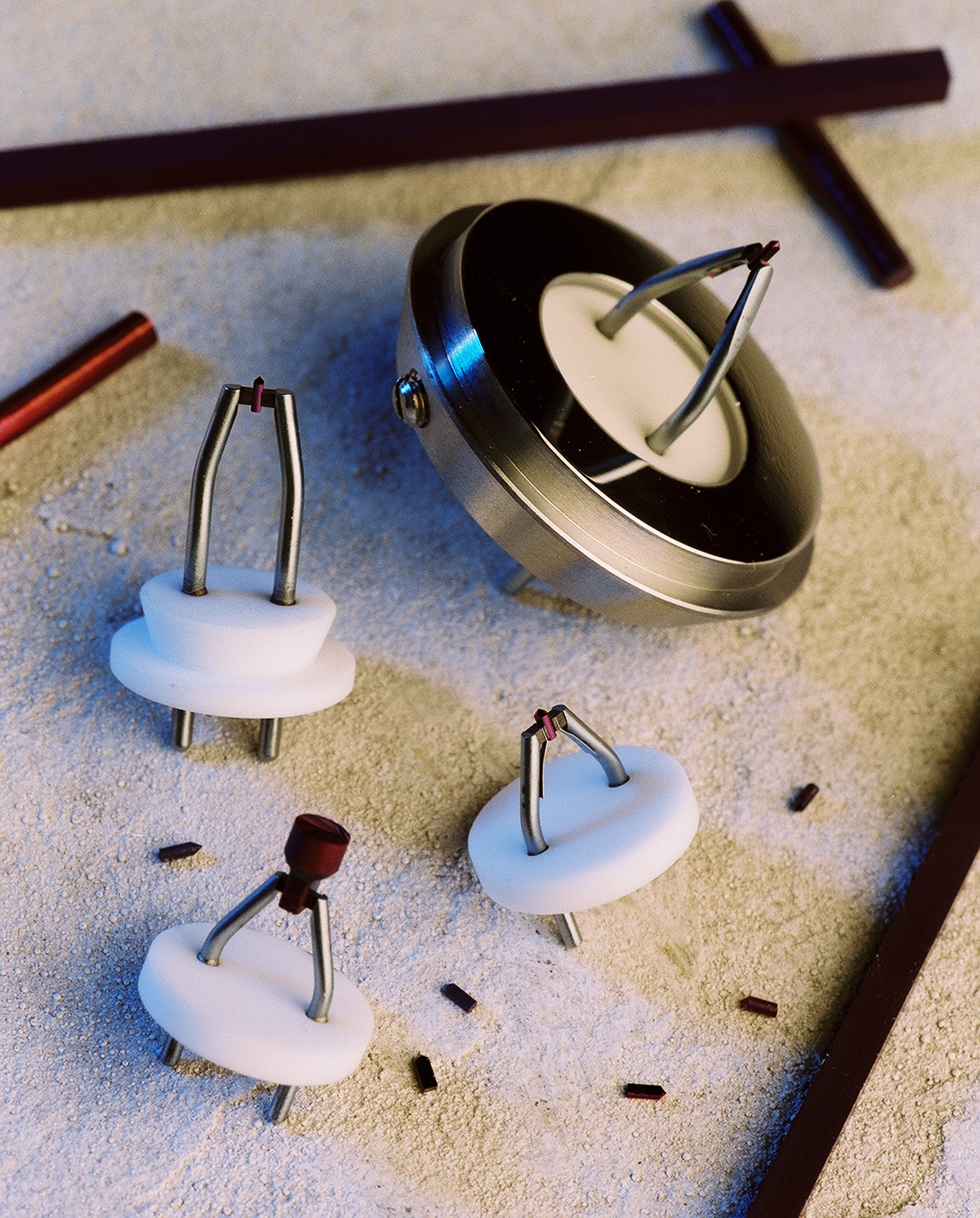
Lantán-hexaborid katódok. A képeket a Applied Physics Technologies volt szíves a wikipédia rendelkezésére bocsátani

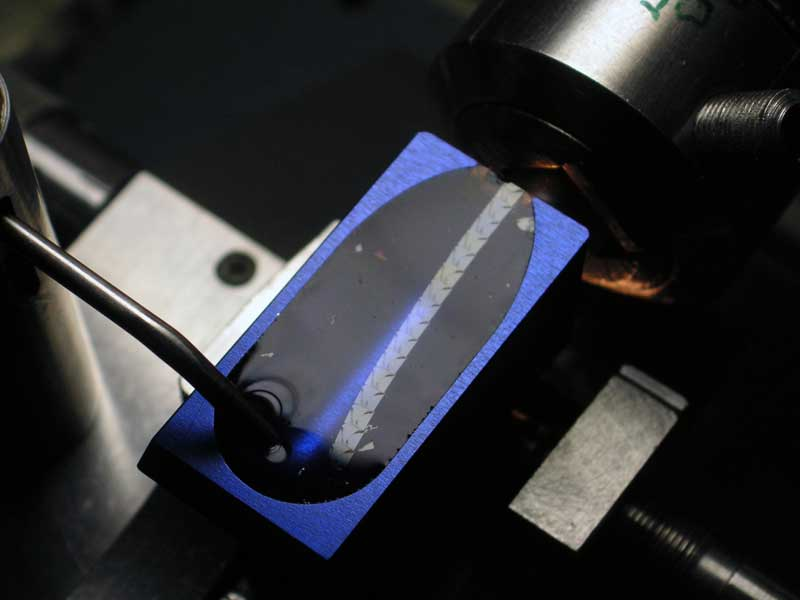
Gyémántkéssel készített, vízfelszínre leúsztatott ultravékony sorozatmetszetek.

 Az anód nyílásán áthaladva az elektronsugár először a kondenzorlencséken fókuszálódik a preparátumra, ezen átjutva pedig az objektív és a projektív lencséken halad keresztül. Végül az erősen felnagyított kép fluoreszkáló ernyőre vetődik, ahol az az emberi szem számára is láthatóvá válik. A kép élesre állítását az elektromágneses lencséken átfolyó áram erősségének a változtatásával lehet elérni. Az össznagyítás a fénymikroszkóphoz hasonlóan itt is az egyedi lencsék nagyításainak a szorzata. A leggyakrabban használt nagyítási tartomány a néhány ezerszerestől a körülbelül 100;000-szeresig terjed. A kép az ernyő felemelésével egy alatta elhelyezett fotolemezre is ráfényképezhető.

#### Elektronszóródás
Amint az elektronsugár a vizsgálandó preparátumba behatol, a kettő között bonyolult kölcsönhatások lépnek fel. Ezek közül most csak az elektronok rugalmas és rugalmatlan szóródásáról lesz szó. Ha az elektron egy atomot eltalál, az egyik lehetőség az, hogy energiaveszteség nélkül, rugalmasan elpattanva megváltoztatja irányát (rugalmasan szórt elektron). Más elektron az atommal ütközve azonban lefékeződhet, energiát veszít, és bár irányát esetleg nem változtatja meg jelentősen, hullámhossza megváltozik (rugalmatlan elektronszóródás). A rugalmatlanul szórt elektronok megváltozott hullámhosszuk (és így különböző fókusztávolságuk) miatt zavarhatják a képalkotást (kromatikus hiba), ugyanakkor az ütközés miatt vesztett energia különféle sugárzások formájában szabadul fel, amelyek jellemzők az illető atomra és felhasználhatók a szöveten belül annak azonosítására elektronmikroszkópos mikroanalízis.

## A kép kialakulása
A preparátumon áthaladó elektronsugár egy része irányváltoztatás nélkül megy át, míg egyes struktúrákon az elektronok szóródnak. A képalkotásban elsősorban a rugalmasan szórt elektronokat használjuk fel, amelyeket egy szűk rekesz (objektív-diafragma) segítségével kirekesztünk a képalkotásból. Az elektronszóró struktúrák tehát hiányoznak a képalkotásból és így az elektronmikroszkópban árnyékot adnak. Kis rendszámú elemek az elektronokat kevésbé szórják, ezért a szerves molekulák többsége alig ad árnyékot, ezzel szemben a magasabb rendszámú elemek (ozmium, ólom, urán, volfrám, arany, ezüst stb.) igen erős árnyékot idéznek elő. Az elektronmikroszkópos preparátumot ilyen nehézfémek sóival kezeljük, amelyek a minta egyes helyein lerakódva azoknak kontrasztot adnak, és így a biológiai mintát alkalmassá teszik az elektronmikroszkópos vizsgálatra.

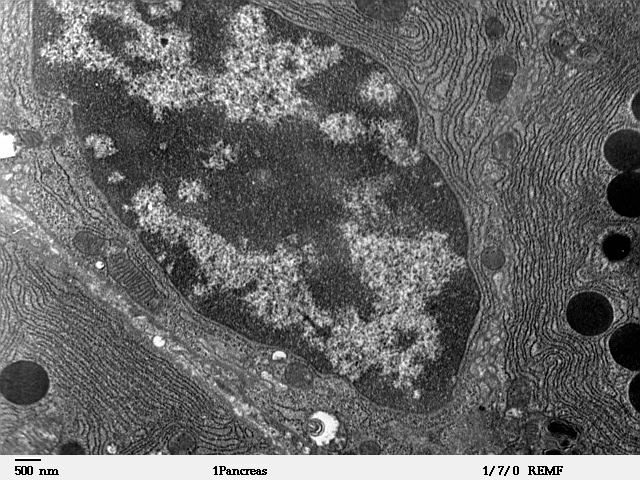
Hasnyálmirigy sejt részletének elektronmikroszkópos képe (Készülék: JEOL 100CX TEM)

### Nómenklatúra
Az elektronmikroszkópban árnyékot adó, tehát az elektronmikroszkópos képen sötétnek látszó képleteket gyakran nevezik elektronsűrű vagy elektrondenz (electron dense) struktúráknak. Ez a hibás, félreérthető és magyartalan elnevezés abból adódik, hogy az illető struktúra az elektronok számára „sűrű”-nek fogható fel. A korrekt elnevezés a fentiek alapján: elektronszóró, vagy egyszerűen csak sötét.

### Az elektronmikroszkópos kép kontrasztja
A kép akkor ad erős kontrasztot, ha a képalkotásból elegendő számú rugalmasan ütközött elektron rekesztődik ki. Ez nemcsak az atomok tömegétől függ, hanem a gyorsítófeszültségtől (magasabb feszültségnél nagyobb energiájú elektronok keletkeznek, melyek kevésbé szóródnak) és az objektív-rekesz nyílásának az átmérőjétől (kisebb nyílás több szórt elektront zár ki, ezzel nagyobb kontrasztot ad).
A klasszikus elektronmikroszkópban (a fénymikroszkóphoz hasonlóan) egy vékony preparátumon (ultravékony metszet vagy felszínről készített replika) áthaladó elektronsugárból elektromágneses lencsékből álló leképező rendszerrel nyerünk képet. Ezt az úgynevezett transzmissziós elektronmikroszkópot megkülönböztetjük a pásztázó (scanning) elektronmikroszkóptól, amelyben a képalkotásra egészen más elvet használnak fel.

### Félvékony metszetek
Az ultramikrotómmal készített ún. félvékony/félvastag (kb. 0.5-2.0  μm vastagságú) metszeteket az anyag megfelelő területének kiválasztásához, vagy önálló, nagy nagyítású fénymikroszkópos vizsgálatokhoz használják. Ehhez a metszetek - a beágyazó anyag (epoxy típusú műgyanta) kioldása nélkül - toluidinkékkel vagy más bázikus festékeket, vagy differenciáló festést alkalmazó módszerekkel megfesthetők.

## Külső oktatási anyag (angol)
- Tutorial courses in Transmission Electron Microscopy
- Cambridge University Teaching and Learning Package on TEM